# Фредерік Рот

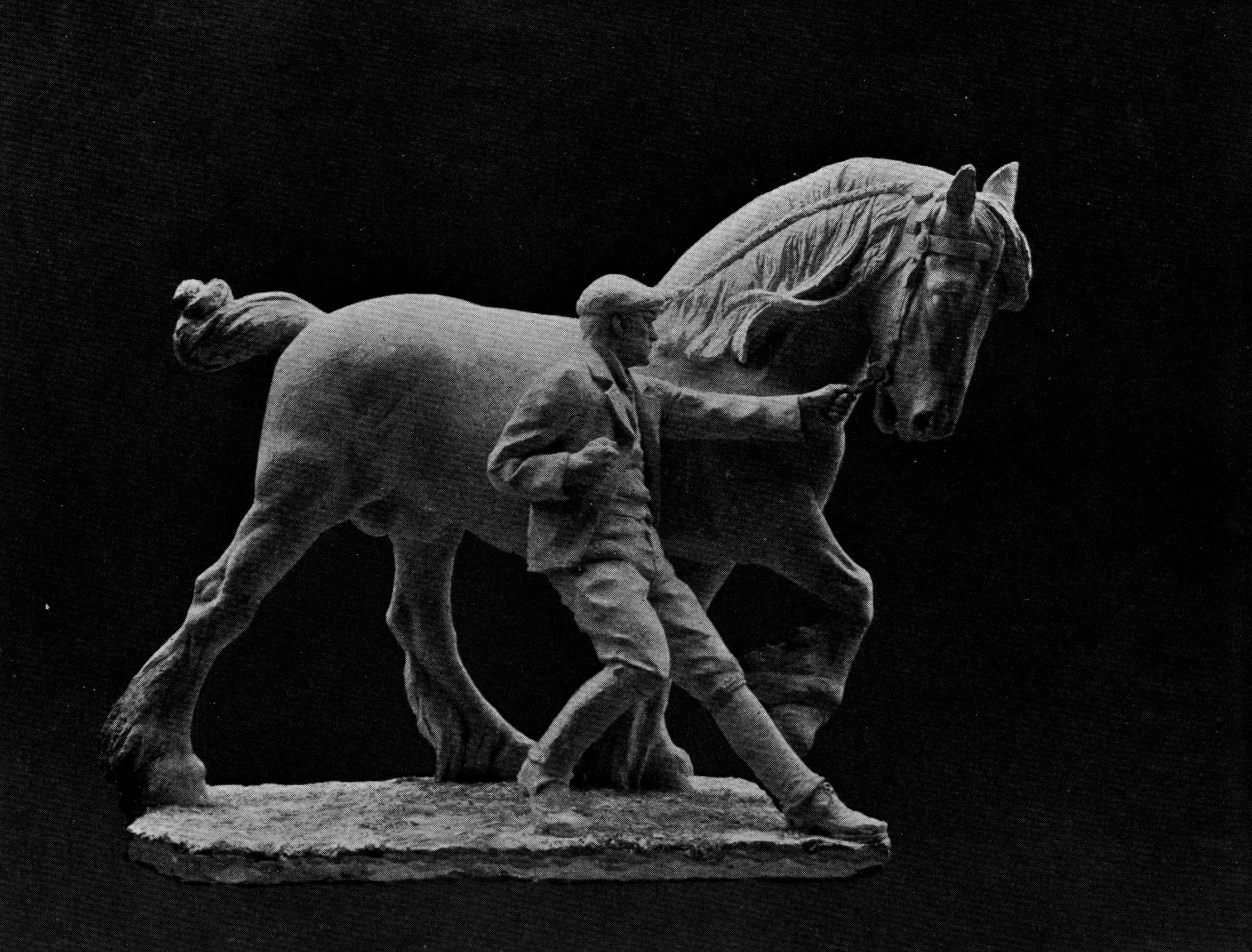
Приборкувач коня з Панамериканської експозиції

Фредерік Джордж Річард Рот (1872—1944) — американський скульптор і анімаліст, відомий тим, що створював скульптури тварин. Найвідоміший твір митця — скульптура їздового собаки Балто в Центральному парку Нью-Йорка.

## Біографія
Річард Рот народився в Брукліні, Нью-Йорк, і короткий час займався бізнесом свого батька. Він подорожував Європою, де мав можливість брати уроки мистецтва у різних країнах, включаючи Академію образотворчих мистецтв у Відні та Королівську академію в Берліні. Він також вивчав тварин у їх природному середовищі існування. Повернувшись до США, він продовжив навчання в Нью-Йоркській академії. До 1900 року він працював скульптором.
Роботи Рота були відзначені нагородами на Панамериканській виставці (1901 р.) у Баффало, на Луїзіанській купівельній виставці (1904 р.) у Сент-Луїсі та на Панамо-Тихоокеанській народній виставці (1915 р.) у Сан-Франциско та на інших світових виставках у Буенос-Айресі. Він став директором Національного товариства скульптур. З 1934 по 1936 рр. працював в управлінні громадських робіт США в департаменті парків та зон відпочинку міста Нью-Йорка. У 1906 році він був обраний до Національної академії дизайну.

## Роботи
- Пам'ятник Кіту Карсону в Тринідаді, штат Колорадо (1913).[4]
- Пам'ятник Матері Гусині, Центральний парк, Нью-Йорк, (1938).[5]
- Бронзовий лев на Бейкер-Філді, спортивному стадіоні Колумбійського університету.
- Пам'ятник Джастіну Моргану перед університетом Вермонту в Мідлбері, штат Вермонт (1921).[6]
- «Mining», фронтон на будівлі Міністерства торгівлі США, штат Вашингтон, (1943).[7]

### Балто
Відкриття статуї Балто відбулося 17 грудня 1925 року. Вона стала першою в місті статуєю, яка вшанувала пам'ять та героїчний внесок собаки. Чорний сибірський хаскі прославився під час Великої гонки милосердя 1925 року, транспортуючи вакцину із сіркою, що врятувало дітей міста Ном від епідемії дифтерії.
Статуя виготовлена з бронзи, і встановлена на великому гранітному камені біля входу в Центральний парк, недалеко від дитячого зоопарка Тіша. На дошці зображено сім їздових собак, які мчать крізь хуртовину, та викарбувані такі слова:
Присвячений невгамовному духу їздових собак, які взимку 1925 року перевозили сироватку за 600 миль бездоріжжя, ненадійного морського льоду, арктичних хуртовин від Ненани до охопленого хворобою Нома.
Витривалість. Вірність. Розум.
Статуя популярна серед туристів, особливо дітей. 